# NC Magra
El NC Magra (en árabe: نجم شباب مقرة‎) es un equipo de fútbol de Argelia que juega en la Primera División de Argelia, la primera categoría de fútbol en el país.

## Historia
Fue fundado el 1 de enero de 1998 en la ciudad de Magra de la provincia de M'Sila como equipo aficionado. En 2004 da la sorpresa y llega a las semifinales de la Copa de Argelia donde es eliminado por el JS Kabylie con marcador de 0-3.
En la temporada 2017/18 es campeón de grupo en la liga aficionada y logra el ascenso a la Segunda División de Argelia, con lo que abandona su condición de equipo aficionado y pasa a ser profesional.
En su primera temporada en la segunda categoría termina de subcampeón y logra el ascenso a la Primera División de Argelia para la temporada 2019/20.

## Palmarés
- Liga Nacional de Fútbol Aficionado: 1

2017/18